# Juan Carlos Anderson

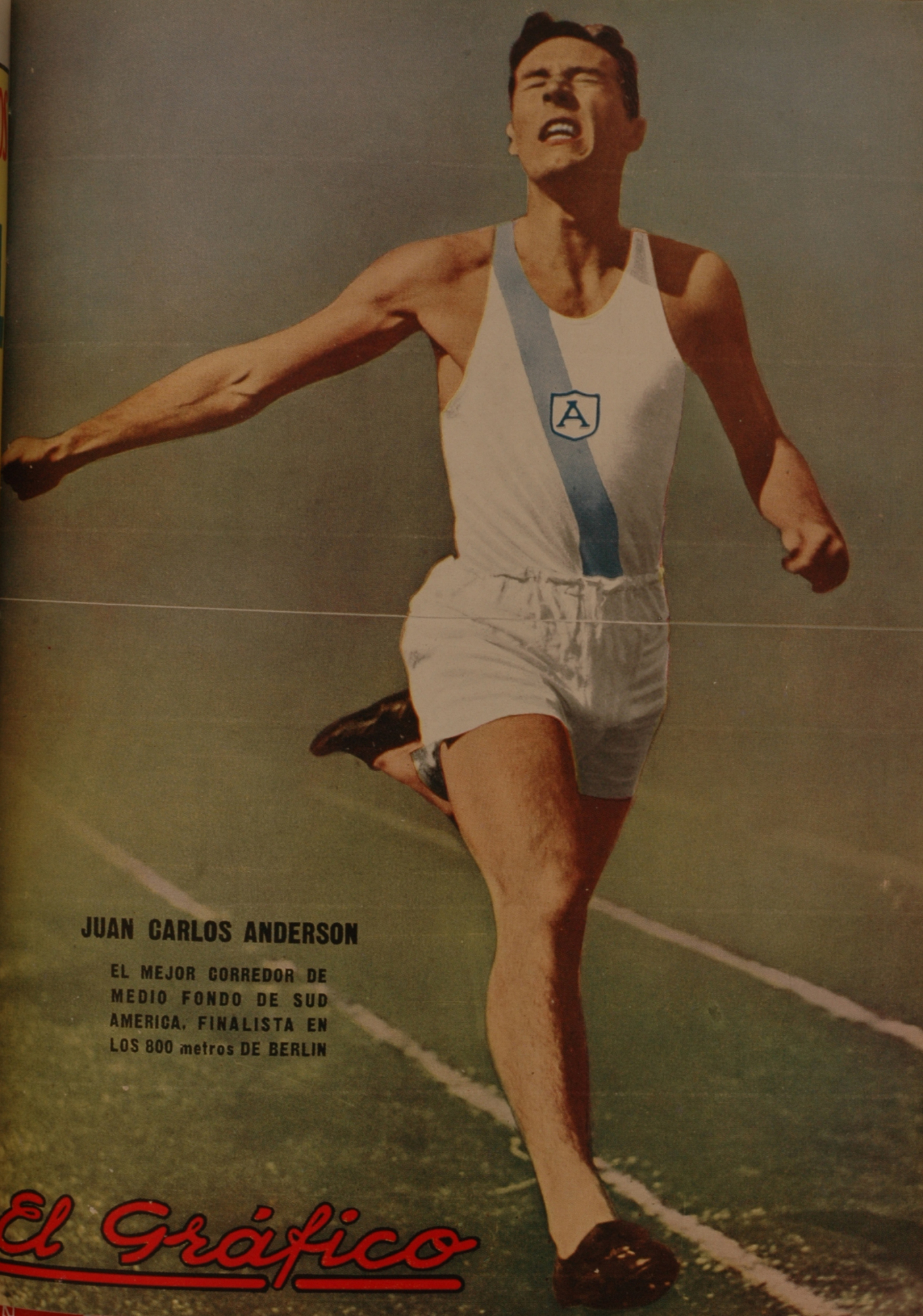
Juan Carlos Anderson

Juan Carlos Anderson Munz (* 9. Januar 1913 in Buenos Aires; † 12. September 2005 ebenda) war ein argentinischer Sprinter und Mittelstreckenläufer.
Bei den Olympischen Spielen 1936 in Berlin wurde er Siebter über 800 m und erreichte über 400 m das Halbfinale.

## Persönliche Bestzeiten
- 400 m: 48,4 s, 1934
- 800 m: 1:54,2 min, 1934